# .fo
.fo è il dominio di primo livello nazionale assegnato alle Fær Øer.
È amministrato dal FO Council.